# Prix international Roi-Fayçal
Le prix international Roi-Fayçal (en arabe : جائزة الملك فيصل) est un prix d'Arabie saoudite annuel parrainé par la Fondation du Roi Fayçal.

## Prix

### Histoire
Le premier prix a été décerné au Pakistanais Sayyid Abul Ala Maududi en 1979 pour ses services à l'islam.
En 1981, le roi d'Arabie saoudite Khaled ben Abdelaziz Al Saoud a reçu le même prix.

### Récompenses
Chaque lauréat reçoit : 
- Un certificat calligraphié en divanî, résumant les travaux du lauréats
- Une médaille commémorative de 200 g d'or 24 carats, unique à chaque lauréat
- Une récompense de 750 000 riyal saoudien, soit approximativement 180 000 €.

### Détails
La fondation décerne des prix dans cinq catégories : 
- Service à l'islam
- Études islamiques
- Littérature arabe
- Science
- Médecine

## Lauréats

### Service à l'islam
| Année | Pays                | Lauréats                                                     |
| ----- | ------------------- | ------------------------------------------------------------ |
| 1979  | Pakistan            | Abul A'la Maududi                                            |
| 1980  | Inde                | Abul Hasan Ali Hasani Nadwi                                  |
| 1980  | Indonésie           | Mohammad Natsir                                              |
| 1981  | Arabie saoudite     | Khaled ben Abdelaziz Al Saoud                                |
| 1982  | Arabie saoudite     | Abd al-Aziz ibn Baz                                          |
| 1983  | Égypte              | Hasanein M. Makhlouf                                         |
| 1983  | Malaisie            | Tunku Abd Al-Rahman                                          |
| 1984  | Arabie saoudite     | Fahd ben Abdelaziz Al Saoud                                  |
| 1985  | Afghanistan         | Abel Rab Al-Rasoul Saia                                      |
| 1986  | Afrique du Sud      | Ahmad H. Deedat                                              |
| 1986  | France              | Roger Garaudy                                                |
| 1987  | Nigeria             | Abu Bakr Mahmoud Gumi                                        |
| 1988  | Philippines         | Ahmad Domocao Alonto                                         |
| 1989  | Égypte              | Muhammad Al-Ghazali AISaqqa                                  |
| 1990  | Arabie saoudite     | Ali Al Tantawi                                               |
| 1990  | Pakistan            | Khurshid Ahmad                                               |
| 1991  | Arabie saoudite     | Abdullah Omar Nasseef                                        |
| 1992  | Niger               | Hamed Al-Ghabid                                              |
| 1993  | Bosnie-Herzégovine  | Alija Izetbegović                                            |
| 1994  | Arabie saoudite     | Muhammad ibn al Uthaymeen                                    |
| 1995  | Égypte              | Gad al-Haq                                                   |
| 1996  | Koweït              | Abdul Rahman Al-Sumait                                       |
| 1997  | Malaisie            | Mahathir Mohamad                                             |
| 1998  | Sénégal             | Abdou Diouf                                                  |
| 1999  | Émirats arabes unis | Jum'ah Al-Majid Abd Allah                                    |
| 2000  | Égypte              | Université Al-Azhar                                          |
| 2001  | Arabie saoudite     | Commission saoudienne des dons pour la Bosnie-et-Herzégovine |
| 2002  | Émirats arabes unis | Sultan bin Muhammad Al-Qasimi                                |
| 2003  | Arabie saoudite     | Sultan bin Abdulaziz Al Saud Foundation                      |
| 2004  | Soudan              | Abd ar-Rahman Muhammad Siwar Adh-Dahab                       |
| 2005  | Arabie saoudite     | Ahmed Mohamed Ali                                            |
| 2005  | Liban               | Al-Hariri Foundation                                         |
| 2006  | Arabie saoudite     | Salih bin Abd AlRahman Al-Husayyin                           |
| 2006  | Koweït              | Yusuf bin Jasim bin Mohammad Al-Hidji                        |
| 2007  | Russie              | Mintimer Shaimiev                                            |
| 2008  | Arabie saoudite     | Abdallah ben Abdelaziz Al Saoud                              |
| 2009  | Égypte              | Principal Sharie Society for Quran and Sunnah Scholars Cairo |
| 2010  | Turquie             | Recep Tayyip Erdoğan                                         |
| 2011  | Malaisie            | Abdullah Ahmad Badawi                                        |
| 2012  | Arabie saoudite     | Sulaiman Abdul Aziz Al Rajhi                                 |
| 2015  | Inde                | Zakir A. Naik                                                |
| 2016  | Arabie saoudite     | Salih bin Abdullah al Humaid                                 |
| 2017  | Arabie saoudite     | Salman ibn Abdulaziz                                         |
| 2018  | Indonésie           | Irwandi Jaswir                                               |
| 2019  | Soudan              | Université internationale d'Afrique à Khartoum               |
| 2020  | Arabie saoudite     | The Makkah Document                                          |
| 2021  | Koweït              | Mohammed Al-Sharekh                                          |

### Études islamiques
| Année | Sujet imposé                                                                               | Pays            | Lauréats                         |
| ----- | ------------------------------------------------------------------------------------------ | --------------- | -------------------------------- |
| 1979  | Études traitant de l'influence des universitaires musulmans sur la civilisation européenne | Allemagne       | Fuat Sezgin                      |
| 1980  | Études sur les Hadith du prophète Mahomet                                                  | Arabie saoudite | Muhammad Mustafa Al-A'zami       |
| 1981  | Études sur le rôle de la Sharia dans la restauration de la société                         | -               | Non décerné                      |
| 1982  | Problèmes économique contemporains vue d'une perspective islamique                         | Inde            | Muhammad Najatuallah Siddiqui    |
| 1983  | Études sur le Coran                                                                        | Égypte          | Muhammad A. Odaimah              |
| 1984  | Théorie générale dans la jurisprudence islamique                                           | Syrie           | Mustafa A. Al-Zarka'a            |
| 1985  | Études sur la doctrine islamique                                                           | Arabie saoudite | Muhammad Rashad Salim            |
| 1985  | Études sur la doctrine islamique                                                           | Égypte          | Farouk A Oesouki                 |
| 1985  | Études sur la doctrine islamique                                                           | Égypte          | Mustafa M. Suliman               |
| 1986  | Études traitant de l'histoire de l'Islam                                                   | Irak            | Abd Al-Aziz Al-Duri              |
| 1987  | Principes et pratiques des relations internationales dans l'Islam                          | -               | Non décerné                      |
| 1988  | Études sur l'éducation islamique                                                           | Égypte          | Muhammad Kotb Shathly            |
| 1988  | Études sur l'éducation islamique                                                           | Turquie         | Mikdat Yalçın                    |
| 1989  | Études sur la ville islamique                                                              | Irak            | Saleh Ahmad Al-Ali               |
| 1990  | Opérations financières avec la Sharia                                                      | Soudan          | Al-Seddiq M. Al-Darir            |
| 1990  | Opérations financières avec la Sharia                                                      | Arabie saoudite | Umer Chapra                      |
| 1991  | Études sur la propagation de l'Islam en dehors des frontières actuelles du monde islamique | -               | Non décerné                      |
| 1992  | Origines des méthodologies de recherche contemporaines                                     | -               | Non décerné                      |
| 1993  | Âge d'or islamique dans le domaine de la sociologie                                        | Égypte          | Hasan As-Sa'ati Abd Al Aziz      |
| 1994  | Études traitant de la loi islamique                                                        | Égypte          | EI-Sayyid Sabiq At-Tihami        |
| 1994  | Études traitant de la loi islamique                                                        | Qatar           | Yousef A. Al-Qaradawi            |
| 1995  | Études des commentaires thématiques sur le Coran                                           | -               | Non décerné                      |
| 1996  | La vie du prophète Mahomet                                                                 | Irak            | Akram Dia'a Al-Umari             |
| 1997  | Études sur le statut des femmes dans l'Islam                                               | Irak            | Abd Al-Karim Zedan Biej          |
| 1998  | Études sur l'évolution de l'artisanat du livre islamique                                   | Égypte          | Abd Al-Sattar Al-Halwaji         |
| 1998  | Études sur l'évolution de l'artisanat du livre islamique                                   | Arabie saoudite | Yahia M. bin Junaid              |
| 1999  | Contributions à l'étude, à la vérification et à l'authentification des Hadith              | Syrie           | Muhammad Nasiruddin al-Albani    |
| 2000  | Études sur de la propagation et de l'impact culturel de l'Islam en dehors des pays arabes  | Bangladesh      | Muhammad Mohar Ali               |
| 2001  | Études sur des sujets sans précédent juridique islamique                                   | -               | Non décerné                      |
| 2002  | Études sur les objectifs de la législation islamique                                       | -               | Non décerné                      |
| 2003  | Études de l'histoire de l'économie islamique dans le monde                                 | Soudan          | Izz EI-Din Omar Mousa            |
| 2003  | Études de l'histoire de l'économie islamique dans le monde                                 | Maroc           | Ibrahim Abu Bakr Harakat         |
| 2004  | Bases de la jurisprudence islamique                                                        | Arabie saoudite | Yacoub Abd Al-wahab AlBahussain  |
| 2004  | Bases de la jurisprudence islamique                                                        | Inde            | Ali Ahmad Ghulam Muhammad Nadvi  |
| 2005  | Défense de l'État islamique aux Ve et VIe siècles du calendrier islamique                  | Royaume-Uni     | Carole Hillenbrand               |
| 2006  | Les origines de la jurisprudence islamique                                                 | -               | Non décerné                      |
| 2007  | La science dans le monde islamique médiéval                                                | France          | Roshdi Hifni Rashed              |
| 2008  | Règles régissant les relations internationales pendant la paix et la guerre en Islam       | -               | Non décerné                      |
| 2009  | Études par des savants musulmans sur le concept de Imran (Cycles de civilisation)          | Maroc           | Abdessalam M. Cheddadi           |
| 2010  | Études sur les dotations religieuses (Waqf)                                                | -               | Non décerné                      |
| 2011  | Aspects socioéconomique du Monde islamique du Xe au XIIIe siècle du calendrier islamique   | Turquie         | Halil İbrahim İnalcık            |
| 2011  | Aspects socioéconomique du Monde islamique du Xe au XIIIe siècle du calendrier islamique   | Jordanie        | Muhammad Adnan Bakhit Al-Sheyyab |
| 2012  | Droits de l'homme dans l'Islam                                                             | Arabie saoudite | Adnaan Bin Muhammad Al-Wazan     |
| 2015  | Patrimoine culturel d'Al-Madinah Al-Munawwarah                                             | Arabie saoudite | Abdulaziz Bin Abdulrahman Kaki   |
| 2016  | Patrimoine de la géographie musulmane                                                      | Koweït          | Abdullah bin Yousif Al-Ghunaim   |
| 2018  | Éditions critiques de textes historiques et biographiques dans l'Islam                     | Jordanie        | Bashar Awad                      |
| 2020  | Patrimoine islamique d'Alquds                                                              | Jordanie        | Mohammed Hashim Ghosheh          |

### Littérature arabe
| Année | Sujet                                                                                         | Pays            | Lauréats                             |
| ----- | --------------------------------------------------------------------------------------------- | --------------- | ------------------------------------ |
| 1979  | Études sur l'art de la poésie arabe contemporaine                                             | -               | Non décerné                          |
| 1980  | Études sur la poésie arabe contemporaine                                                      | Palestine       | Ihsan Abbas                          |
| 1980  | Études sur la poésie arabe contemporaine                                                      | Égypte          | Abd Al-Qadir Al-Qit                  |
| 1981  | Édition de manuscrits littéraires des IIe et IIIe siècles A.H.                                | Égypte          | Abd Al Salam Harun                   |
| 1982  | Études sur la littérature arabe ancienne de l'ère préislamique à la fin du Ier siècle A.H.    | Jordanie        | Nasir Al-Din Al-Asad                 |
| 1983  | Études sur la littérature arabe ancienne aux IIe et IIIe siècles                              | Égypte          | Ahmad Shawqi Daif                    |
| 1984  | Études sur la littérature arabe au IVe siècle A.H.                                            | Égypte          | Mahmoud Mohamed Shaker               |
| 1985  | Études sur la critique littéraire arabe ancienne                                              | -               | Non décerné                          |
| 1986  | Études sur la littérature arabe aux Ve et VIe siècles A.H.                                    | Irak            | Mohammad Bahjat Al-Athari            |
| 1987  | Études littéraires sur la prose arabe moderne                                                 | -               | Non décerné                          |
| 1988  | Études sur la littérature arabe en Andalousie                                                 | Maroc           | Mohammad Bin Sharifah                |
| 1988  | Études sur la littérature arabe en Andalousie                                                 | Égypte          | Mahmoud Y. Makki                     |
| 1989  | Études sur les grand écrivains et les poètes jusqu'à la fin du IIIe siècle A.H.               | Égypte          | Yousef A. Khulaif                    |
| 1989  | Études sur les grand écrivains et les poètes jusqu'à la fin du IIIe siècle A.H.               | Syrie           | Shaker Al-Fahham                     |
| 1990  | Romans courts                                                                                 | Égypte          | Yahia M. Haqqi                       |
| 1991  | Littérature jeunesse                                                                          | Maroc           | MAli Abd Al-Qadir Al Siqilli         |
| 1991  | Littérature jeunesse                                                                          | Égypte          | Abd Al Tawwab Yousef                 |
| 1991  | Littérature jeunesse                                                                          | Égypte          | Ahmed M. Najeeb                      |
| 1992  | Traductions d'études littéraires et critiques en arabe                                        | Liban           | Mohammad Yousef Najm                 |
| 1992  | Traductions d'études littéraires et critiques en arabe                                        | Égypte          | Abd Alfattah Shukri Ayyad            |
| 1992  | Traductions d'études littéraires et critiques en arabe                                        | Égypte          | Mohammad Mustafa Badawi              |
| 1993  | Pièces écrites en arabe métrique ou en prose                                                  | -               | Non décerné                          |
| 1994  | Études traitant de la prose arabe ancienne                                                    | États-Unis      | Wadad Afif Kadi                      |
| 1994  | Études traitant de la prose arabe ancienne                                                    | Égypte          | Aisha Abd Al Rahman "Bint ash shati" |
| 1995  | Études traitant d'éminents écrivains arabes contemporains                                     | Égypte          | Mohammad Abu Al-Anwar Mohammad Ali   |
| 1995  | Études traitant d'éminents écrivains arabes contemporains                                     | Égypte          | Hamdi Sayyid Ahmed El Sakkout        |
| 1995  | Études traitant d'éminents écrivains arabes contemporains                                     | Syrie           | Salma Lutfi Al-Haffar Al-Kowzbari    |
| 1996  | Littérature analysant les écrits des premiers voyageurs arabes                                | Arabie saoudite | Hamad Bin Mohamad Al Jasir           |
| 1997  | Études sur le roman arabe moderne                                                             | -               | Non décerné                          |
| 1998  | Autobiographies d'auteurs arabes contemporains                                                | -               | Non décerné                          |
| 1999  | Études comparatives entre l'arabe et les autres littératures: aspects théoriques et appliqués | Maroc           | Said Abd Al-Salam Allouche           |
| 1999  | Études comparatives entre l'arabe et les autres littératures: aspects théoriques et appliqués | Égypte          | Makarim Ahmed Al-Ghamri              |
| 2000  | Études relatives aux premières critiques littéraires arabes                                   | Égypte          | Izz Ad-Din Ismail Abd-Al Ghani       |
| 2000  | Études relatives aux premières critiques littéraires arabes                                   | Soudan          | Abd Allah Al-Tayyeb                  |
| 2001  | Études sur la prose arabe moderne                                                             | Arabie saoudite | Mansour Ibrahim Al Hazmi             |
| 2001  | Études sur la prose arabe moderne                                                             | Jordanie        | Ibrahim Abd Al-Rahim Al Saafin       |
| 2002  | Études de la littérature palestinienne moderne                                                | Jordanie        | Husni Mahmoud Hussein                |
| 2002  | Études de la littérature palestinienne moderne                                                | Syrie           | Husam Aldin Al-Khatib                |
| 2003  | Définitions des termes littéraires et critiques de la littérature arabe                       | -               | Non décerné                          |
| 2004  | Préservation de l'arabe classique jusqu'à la fin du Ve siècle A.H.                            | Égypte          | Hussain M Nassar                     |
| 2005  | La prose arabe aux IVe et Ve siècles A.H.                                                     | -               | Non décerné                          |
| 2006  | La langue arabe en linguistique moderne                                                       | Maroc           | Abdelkader Fassi Fehri               |
| 2006  | La langue arabe en linguistique moderne                                                       | Égypte          | Tammam Hassan Omar                   |
| 2007  | Études sur la rhétorique arabe ancienne                                                       | Égypte          | Mustafa A. Nasif                     |
| 2007  | Études sur la rhétorique arabe ancienne                                                       | Maroc           | Muhammad A. Al-Omari                 |
| 2008  | Problèmes de terminologie de la langue arabe                                                  | Tunisie         | Muhammad Rachad Hamzaoui             |
| 2008  | Problèmes de terminologie de la langue arabe                                                  | Irak            | Ahmed Matloob Al-Nasir               |
| 2009  | Vérification de la poésie, de la prose et de l'anthologie à 300 H - 700 H                     | Arabie saoudite | Abd Al-Aziz Bin Nasir Al-Manie       |
| 2010  | Études traitant de la pensée grammaticale arabe                                               | Liban           | Ramzi Baalbaki                       |
| 2010  | Études traitant de la pensée grammaticale arabe                                               | Algérie         | Abderrahman El-Houari Hadj-Saleh     |
| 2011  | Tendances de rénovation dans la poésie arabe de la fin du VIIe siècle H.                      | -               | Non décerné                          |
| 2012  | Traitement informatique de la langue arabe: efforts individuels et institutionnels            | Égypte          | Nabil Ali Mohamed                    |
| 2012  | Traitement informatique de la langue arabe: efforts individuels et institutionnels            | Égypte          | Ali Helmy Ahmed Moussa               |
| 2013  | Efforts individuels et institutionnels dans la rédaction de dictionnaires arabes              | Égypte          | Académie de langue arabe du Caire    |
| 2015  | Entreprise vers l'arabisation des questions scientifiques et médicales                        | -               | Non décerné                          |
| 2016  | Analyse du texte poétique arabe                                                               | Égypte          | Mohamed Abdalmotaleb Mostafa         |
| 2016  | Analyse du texte poétique arabe                                                               | Maroc           | Mohammed El-Ghazouani Miftah         |
| 2018  | Études traitant de l'autobiographie dans la littérature arabe                                 | Tunisie         | Shukri Mabkhout                      |
| 2019  | Langue arabe et défis contemporains                                                           | Maroc           | Abdelali Mohamed Oudrhiri            |
| 2019  | Langue arabe et défis contemporains                                                           | Égypte          | Mahmoud Fahmy Hegazi                 |
| 2020  | Études linguistiques sur l'arabe dans d'autres langues                                        | Australie       | Michael G. Carter                    |

### Médecine
| Année | Sujet                                                       | Pays        | Lauréats                     |
| ----- | ----------------------------------------------------------- | ----------- | ---------------------------- |
| 1982  | Soins de santé primaires                                    | Royaume-Uni | David C. Morley              |
| 1983  | Malaria                                                     | Royaume-Uni | Wallace Peters               |
| 1984  | Diarrhée                                                    | États-Unis  | Michael Field                |
| 1984  | Diarrhée                                                    | États-Unis  | William B. Greenough III     |
| 1984  | Diarrhée                                                    | États-Unis  | John Fordtran                |
| 1985  | Hépatite virale                                             | États-Unis  | R. Palmer Beasley            |
| 1985  | Hépatite virale                                             | Italie      | Mario Rizzetto               |
| 1986  | Diabète sucré                                               | Suisse      | Albert Renold                |
| 1986  | Diabète sucré                                               | Italie      | Lelio Orci                   |
| 1986  | Diabète sucré                                               | Italie      | Gian Franco Bottazzo         |
| 1987  | Déficience visuelle                                         | Royaume-Uni | Barrie Russell Jones         |
| 1988  | Leucémie                                                    | Royaume-Uni | Melvin F. Greaves            |
| 1988  | Leucémie                                                    | États-Unis  | Janet D. Rawley              |
| 1989  | Infertilité                                                 | Royaume-Uni | Robert G. Edwards            |
| 1989  | Infertilité                                                 | États-Unis  | Luigi Mastroianni Jr.        |
| 1990  | Bilharziose                                                 | Royaume-Uni | Anthony Butterworth          |
| 1990  | Bilharziose                                                 | France      | André Capron                 |
| 1991  | Aspects biochimique des maladies mentales                   | -           | Non décerné                  |
| 1992  | Maladie coronarienne                                        | Italie      | Attilio Maseri               |
| 1993  | Immunodéficience acquise                                    | France      | Françoise Barré-Sinoussi     |
| 1993  | Immunodéficience acquise                                    | France      | Jean-Claude Chermann         |
| 1993  | Immunodéficience acquise                                    | France      | Luc Montagnier               |
| 1994  | Applications médicales du génie génétique                   | Royaume-Uni | Robert Williamson            |
| 1994  | Applications médicales du génie génétique                   | États-Unis  | William French Anderson      |
| 1995  | Biologie moléculaire et Immunologie                         | Canada      | Tak W. Mak                   |
| 1995  | Biologie moléculaire et Immunologie                         | États-Unis  | Mark M. Davis                |
| 1995  | Biologie moléculaire et Immunologie                         | Royaume-Uni | Gregory P. Winter            |
| 1996  | Gestion d'enfant prématuré                                  | Japon       | Tetsurō Fujiwara             |
| 1996  | Gestion d'enfant prématuré                                  | Suède       | Bengt Robertson              |
| 1997  | Maladie dégénérative du système nerveux                     | Allemagne   | Konrad Beyreuther            |
| 1997  | Maladie dégénérative du système nerveux                     | Canada      | James F. Gusella             |
| 1997  | Maladie dégénérative du système nerveux                     | Australie   | Colin L. Masters             |
| 1998  | Controle des maladies infectieuses                          | États-Unis  | Robert H. Purcell            |
| 1998  | Controle des maladies infectieuses                          | États-Unis  | John L. Gerin                |
| 1999  | Allergies                                                   | Royaume-Uni | Stephen T. Holgate           |
| 1999  | Allergies                                                   | Australie   | Patrick G. Holt              |
| 2000  | Vieillesse                                                  | États-Unis  | Cynthia Kenyon               |
| 2001  | Transplantation d'organes                                   | États-Unis  | Norman E. Shumway            |
| 2001  | Transplantation d'organes                                   | Royaume-Uni | Roy Calne                    |
| 2001  | Transplantation d'organes                                   | États-Unis  | Thomas Starzl                |
| 2002  | Physiopathologie des insuffisance cardiaque chronique       | Danemark    | Finn Waagstein               |
| 2002  | Physiopathologie des insuffisance cardiaque chronique       | États-Unis  | Eugene Braunwald             |
| 2003  | Cancer du sein                                              | Italie      | Umberto Veronesi             |
| 2003  | Cancer du sein                                              | Allemagne   | Axel Ullrich                 |
| 2004  | Cardiologie invasive                                        | Suisse      | Ulrich Sigwart               |
| 2005  | Effets du tabac sur la santé                                | Royaume-Uni | Richard Doll                 |
| 2005  | Effets du tabac sur la santé                                | Royaume-Uni | Richard Peto                 |
| 2006  | Biologie de l'Inflammation vasculaire                       | États-Unis  | Michael Anthony Gimbrone Jr. |
| 2007  | Cancer de la prostate                                       | Canada      | Fernand Labrie               |
| 2007  | Cancer de la prostate                                       | États-Unis  | Patrick Craig Walsh          |
| 2008  | Traumatisme                                                 | États-Unis  | Donald Trunkey               |
| 2008  | Traumatisme                                                 | États-Unis  | Basil A. Pruitt Jr.          |
| 2009  | Médecine thérapeutique ciblée moléculaire                   | États-Unis  | Ronald Levy                  |
| 2010  | Arthrose non-arthroplastique                                | Allemagne   | Reinhold Ganz                |
| 2010  | Arthrose non-arthroplastique                                | Canada      | Johanne Martel-Pelletier     |
| 2010  | Arthrose non-arthroplastique                                | Canada      | Jean-Pierre Pelletier        |
| 2011  | Médecine par cellules souches                               | États-Unis  | James A. Thomson             |
| 2011  | Médecine par cellules souches                               | Japon       | Shinya Yamanaka              |
| 2012  | Soin du fœtus non-invasive                                  | États-Unis  | Richard L. Berkowitz         |
| 2012  | Soin du fœtus non-invasive                                  | États-Unis  | James B. Bussel              |
| 2013  | Génétique de l'obésité                                      | États-Unis  | Jeffrey M. Friedman          |
| 2013  | Génétique de l'obésité                                      | Canada      | Douglas L. Coleman           |
| 2014  | Diagnostic non invasif des maladies fœtales                 | Hong Kong   | Yuk Ming Dennis Lo           |
| 2015  | Microflore intestinale et santé humaine                     | États-Unis  | Jeffrey Ivan Gordon          |
| 2016  | Application clinique de la génétique de nouvelle génération | Pays-Bas    | Joris Andre Veltman          |
| 2016  | Application clinique de la génétique de nouvelle génération | Pays-Bas    | Han G. Brunner               |
| 2017  | Thérapeutique biologique dans les maladies auto-immunes     | Japon       | Tadamitsu Kishimoto          |
| 2018  | Immunothérapie contre le cancer                             | États-Unis  | James P. Allison             |
| 2019  | Biologie osseuse et ostéoporose                             | États-Unis  | Steven L. Teitelbaum         |
| 2019  | Biologie osseuse et ostéoporose                             | Norvège     | Bjorn Reino Olsen            |
| 2020  | Hémoglobinopathies                                          | États-Unis  | Stuart H. Orkin              |

### Science
| Année | Sujet              | Pays                  | Lauréats                       |
| ----- | ------------------ | --------------------- | ------------------------------ |
| 1984  | Sciences physiques | Suisse                | Heinrich Rohrer                |
| 1984  | Sciences physiques | Allemagne             | Gerd Binnig                    |
| 1985  | -                  | -                     | Non décerné                    |
| 1986  | Biochimie          | Royaume-Uni           | Michael John Berridge          |
| 1987  | Mathématiques      | Royaume-Uni           | Michael Atiyah                 |
| 1988  | Biologie           | Royaume-Uni           | Ricardo Miledi                 |
| 1988  | Biologie           | France                | Pierre Chambon                 |
| 1989  | Sciences physiques | Allemagne             | Theodor W. Hänsch              |
| 1989  | Sciences physiques | Égypte / États-Unis   | Ahmed Hassan Zewail            |
| 1990  | Chimie             | Canada                | Raymond Lemieux                |
| 1990  | Chimie             | Égypte / États-Unis   | Mustafa Amr El Sayed           |
| 1990  | Chimie             | États-Unis            | Frank Albert Cotton            |
| 1991  | Mathématiques      | -                     | Non décerné                    |
| 1992  | Biologie           | Afrique du Sud        | Sydney Brenner                 |
| 1993  | Sciences physiques | États-Unis            | Steven Chu                     |
| 1993  | Sciences physiques | Allemagne             | Herbert Walther                |
| 1994  | Mathématiques      | États-Unis            | Dennis Parnell Sullivan        |
| 1995  | Chimie             | États-Unis            | Karl Barry Sharpless           |
| 1996  | Biologie           | États-Unis            | Günter Blobel                  |
| 1996  | Biologie           | États-Unis            | James E. Rothman               |
| 1996  | Biologie           | Royaume-Uni           | Hugh Pelham                    |
| 1997  | Sciences physiques | États-Unis            | Eric Allin Cornell             |
| 1997  | Sciences physiques | États-Unis            | Carl E. Wieman                 |
| 1998  | Mathématiques      | Royaume-Uni           | Andrew John Wiles              |
| 1999  | Chimie             | Allemagne             | Dieter Seebach                 |
| 1999  | Chimie             | Japon                 | Ryoji Noyori                   |
| 2000  | Biologie           | États-Unis            | Craig Venter                   |
| 2000  | Biologie           | États-Unis            | Edward O. Wilson               |
| 2001  | Sciences physiques | États-Unis            | Chen Ning Yang                 |
| 2001  | Sciences physiques | Canada                | Sajeev John                    |
| 2002  | Mathématiques      | États-Unis            | Peter Shor                     |
| 2002  | Mathématiques      | Russie                | Yuri I. Manin                  |
| 2003  | Chimie             | Japon                 | Koji Nakanishi                 |
| 2003  | Chimie             | États-Unis            | M. Frederick Hawthorne         |
| 2004  | Biologie           | Royaume-Uni           | Semir Zeki                     |
| 2005  | Sciences Physiques | États-Unis            | Federico Capasso               |
| 2005  | Sciences Physiques | Autriche              | Anton Zeilinger                |
| 2005  | Sciences Physiques | États-Unis            | Frank Wilczek                  |
| 2006  | Mathématiques      | Royaume-Uni           | Simon Kirwan Donaldson         |
| 2006  | Mathématiques      | Inde                  | Mudumbai Seshachalu Narasimhan |
| 2007  | Chimie             | Royaume-Uni           | James Fraser Stoddart          |
| 2008  | Biologie           | Allemagne             | Rüdiger Wehner                 |
| 2009  | Sciences physiques | Russie                | Rashid A. Sunyaev              |
| 2009  | Sciences physiques | Royaume-Uni           | Richard H. Friend              |
| 2010  | Mathématiques      | Australie             | Terence Tao                    |
| 2010  | Mathématiques      | Italie                | Enrico Bombieri                |
| 2011  | Chimie             | États-Unis            | George Whitesides              |
| 2011  | Chimie             | États-Unis            | Richard Zare                   |
| 2012  | Biologie           | États-Unis            | Alexander Jacob Varshavsky     |
| 2013  | Sciences physiques | Hongrie / Autriche    | Ferenc Krausz                  |
| 2013  | Sciences physiques | Canada                | Paul Corkum                    |
| 2014  | Mathématiques      | Allemagne             | Gerd Faltings                  |
| 2015  | Chimie             | Suisse                | Michael Grätzel                |
| 2015  | Chimie             | Jordanie / États-Unis | Omar Mwannes Yaghi             |
| 2016  | Biologie           | États-Unis            | Vamsi Mootha                   |
| 2016  | Biologie           | Royaume-Uni           | Stephen Philip Jackson         |
| 2017  | Sciences physiques | Suisse                | Daniel Loss                    |
| 2017  | Sciences physiques | Pays-Bas              | Laurens Molenkamp              |
| 2018  | Mathématiques      | Royaume-Uni           | John M. Ball                   |
| 2019  | Chimie             | États-Unis            | Allen J. Bard                  |
| 2019  | Chimie             | États-Unis            | Jean Fréchet                   |
| 2020  | Biologie           | États-Unis            | Xiaodong Wang                  |